# Luis González de Alba
Luis González de Alba (Charcas, 1944 – Guadalajara, 2 oktober 2016) was een Mexicaans schrijver, psycholoog en (wetenschaps)journalist.
Gónzalez de Alba was afkomstig uit San Luis Potosí maar groeide op in Guadalajara. Hij studeerde psychologie aan de Nationale Autonome Universiteit van Mexico (UNAM) en was aldaar een van de studentenleiders tijdens de studentenbeweging van 1968. Op de avond van 2 oktober 1968 nam hij deel op de demonstratie op het Plein van de Drie Culturen, die door de autoriteiten werd neergeslagen in het bloedbad van Tlatelolco. González de Alba werd gearresteerd en veroordeeld tot een gevangenisstraf; in de gevangenis van Lecumberri, schreef hij zijn eerste boek, Los días y los años over de beweging van 1968.
González de Alba was een van de eerste openlijk homoseksuele persoonlijkheden in Mexico. Hij was activist voor homorechten en runde jarenlang een van de bekendste homobars in Mexico-Stad.
González de Alba was een van de oprichtende leden van de krant La Jornada, en was lid van de Mexicaanse Socialistische Partij (PSM), de Verenigde Socialistische Partij van Mexico (PSUM) en de Partij van de Democratische Revolutie (PRD). In de jaren '90 stapte hij uit die partij en hij werd een uitgesproken criticus van de linkse (partij)politiek. Met onder meer Elena Poniatowska en Carlos Monsiváis onderhield González de Alba geruchtmakende intellectuele vetes.
In 1997 won hij de Nationale Journalismeprijs wegens zijn bevordering van de verspreiding van wetenschappelijke kennis. Hij schreef een wekelijkse column over wetenschap in Milenio en becommentarieerde wetenschap en politiek in verschillende andere bladen. Onder zijn laterere boeken bevinden zich Las mentiras de mis maestros, Historia de la física cuántica: "El burro de Sancho y el gato de Schrödinger" en La orientación sexual.
González de Alba pleegde op 2 oktober 2016 zelfmoord door zichzelf thuis in bed door de borstkas te schieten. Hij was op dat moment al geruime tijd seropositief.